# Emil Andersson (socialdemokrat)
Emil Andersson (i riksdagen kallad Andersson i Prästbol), född 13 augusti 1876 i Norra Råda församling, Värmlands län, död 30 oktober 1948 i Norra Råda, var en svensk hemmansägare och socialdemokratisk riksdagspolitiker.
Andersson var hemmansägare i Prästbol (Sunne kommun) i Värmland. I riksdagen var han ledamot av andra kammaren 1917–1928 och från 1931, invald i Värmlands läns valkrets. Han var bland annat ledamot i statsutskottet. Han skrev sex egna motioner i riksdagen bl.a. om anslag till bibanor, Klarälvens skadeverkningar, egnahemslån.